# کریس رایت
کریس رایت (انگلیسی: Chris Wright؛ زادهٔ ۲۷ سپتامبر ۱۹۸۶) بازیکن فوتبال اهل بریتانیا است.
از باشگاه‌هایی که در آن بازی کرده‌است می‌توان به باشگاه فوتبال آرسنال، باشگاه فوتبال بیشاپس استورتفورد، باشگاه فوتبال استمفورد، باشگاه فوتبال بوستون یونایتد، و باشگاه فوتبال اسلیفورد تاون، باشگاه فوتبال بوستون تاون، باشگاه فوتبال کوربی تاون، باشگاه فوتبال بوستون یونایتد، و باشگاه فوتبال بوستون یونایتد، اشاره کرد.